# Некрасов, Константин Сергеевич
Константин Сергеевич Некрасов — советский государственный и политический деятель.

## Биография
Родился в 1907 году в Москве. Член ВКП(б) с 1930 года.
С 1925 года — на общественной и политической работе. В 1925—1963 гг. работал приемщиком поездов, сцепщиком вагонов, председателем месткома станции «Москва-товарная» Московско-Белорусско-Балтийской железной дороги; на руководящей профсоюзной, советской и партийной работе в системе Наркомата путей сообщения; работал начальником политотдела Львовской железной дороги, зам. уполномоченного Наркомата путей сообщения по политчасти Юго-Западного фронта, начальником политотдела Горьковской железной дороги; зам. секретаря по транспорту, секретарь по кадрам Горьковского обкома партии; инструктор отдела партийных, профсоюзных и комсомольских органов ЦК ВКП (б), 1-й секретарь Сталинградского горкома КПСС, председатель Сталинградского областного областного совета профсоюзов.
Избирался депутатом Верховного Совета РСФСР 3-го и 4-го созывов.